# デイヴィッド・シルヴェリア
デイヴィッド・ランダール・シルヴェリア（1972年9月21日）はアメリカのドラマーで、コーンの元メンバー。

## 経歴
シルヴェリアはカリフォルニア州サンレアンドロ出身。1993年に結成されたコーンのドラマーとして活躍していたが、2006年に脱退。その後2012年にINFINIKAを結成。2015年に解散した。